# Tebaide (Buffalmacco)
L'affresco di Buonamico Buffalmacco raffigurante i santi anacoreti della Tebaide è il primo di una serie di tre grandi scene per il Camposanto di Pisa e fu eseguito nel 1336-41, su commessa dei frati domenicani.
Staccata dalla parete e riportata su tela (misura: metri 6,1 x 15,6), l'opera è stata rimossa dal cosiddetto "salone degli affreschi" per essere sottoposta a restauro. Tra le tre scene è quella peggio conservata, con i colori che appaiono "spalmati" con lo sfondo, rendendo più difficile la lettura dei dettagli.

## Descrizione e stile
Attraverso l'affresco della Tebaide, il programma pedagogico dei committenti, i frati domenicani che gestivano il Camposanto, Buffalmacco arriva a presentare un modello di vita alternativo a quello futile e peccaminoso dei nobili pisani raffigurati nel Trionfo della Morte. L'affresco ci trasporta  tra i monti desertici dell'Egitto, dove vissero i grandi santi anacoreti (Sant'Antonio abate, San Paolo Eremita, Santa Maria Egiziaca, ecc.) e ci offre una rappresentazione per immagini della loro vita.
Il tema è trattato in modo aneddotico, riconducendo a poche scene, interpretate in modo popolare, quanto si poteva leggere nell'agiografia dei santi eremiti. A volte il tono diventa burlesco, come nella scena di Sant'Antonio che scaccia il demonio sotto forma di donna tentatrice. Vien da pensare che Buffalmacco, pur esaudendo gli ordini dei committenti, si sia preso qualche libertà artistica, assecondando la vis comica per la quale andava famoso. Le scene, pur apologetiche, dell'affresco richiamano il gusto narrativo con il quale Boccaccio rappresenta i semplici di spirito e gli episodi di inganno.
Difficile pensare che il Beato Angelico, autore della Tebaide conservata agli Uffizi, non avesse in mente l'affresco di Buffalmacco.

## Galleria d'immagini

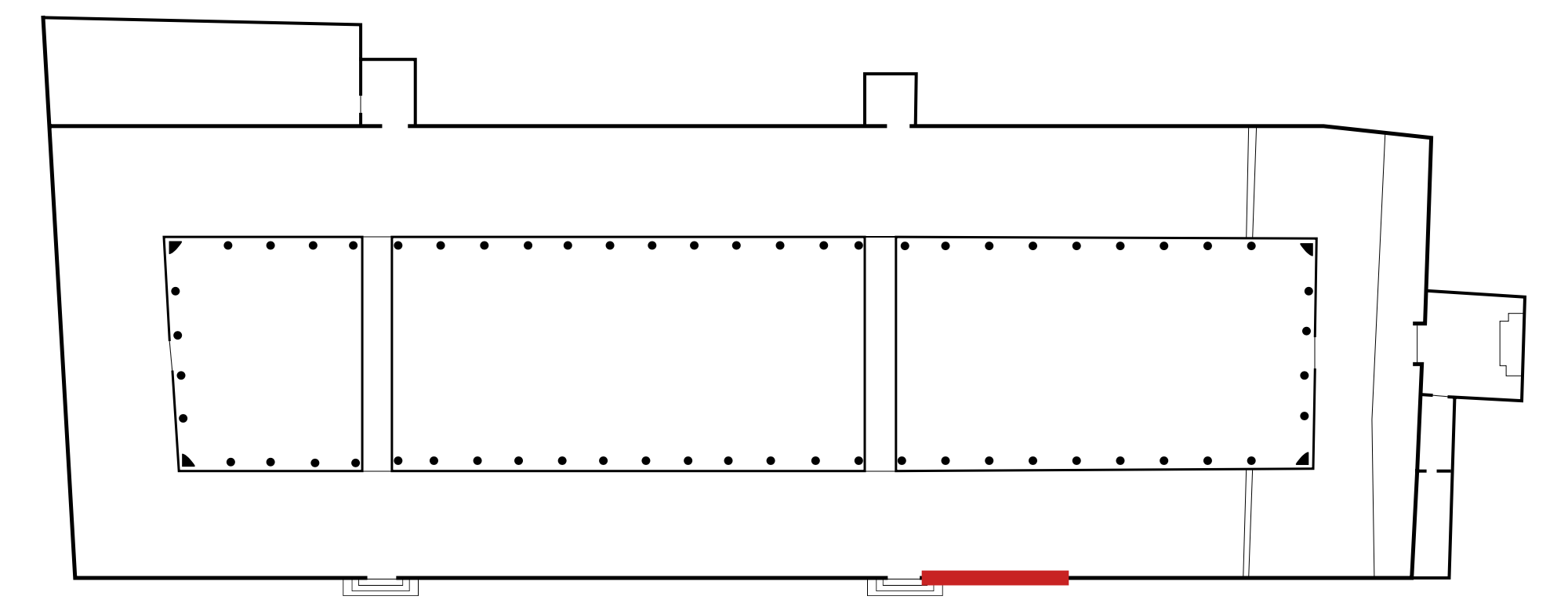
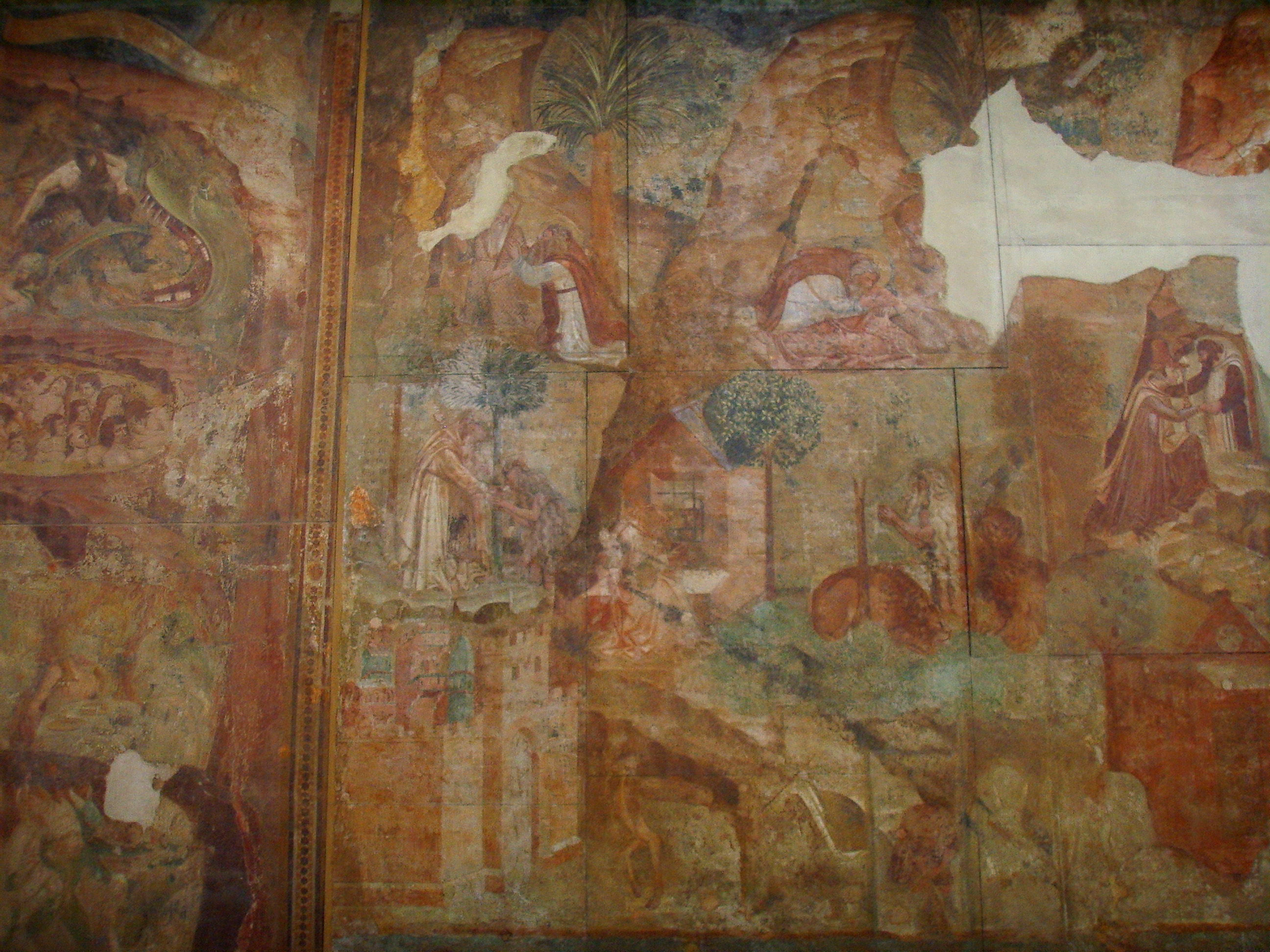
La parte sinistra, accanto all'Inferno
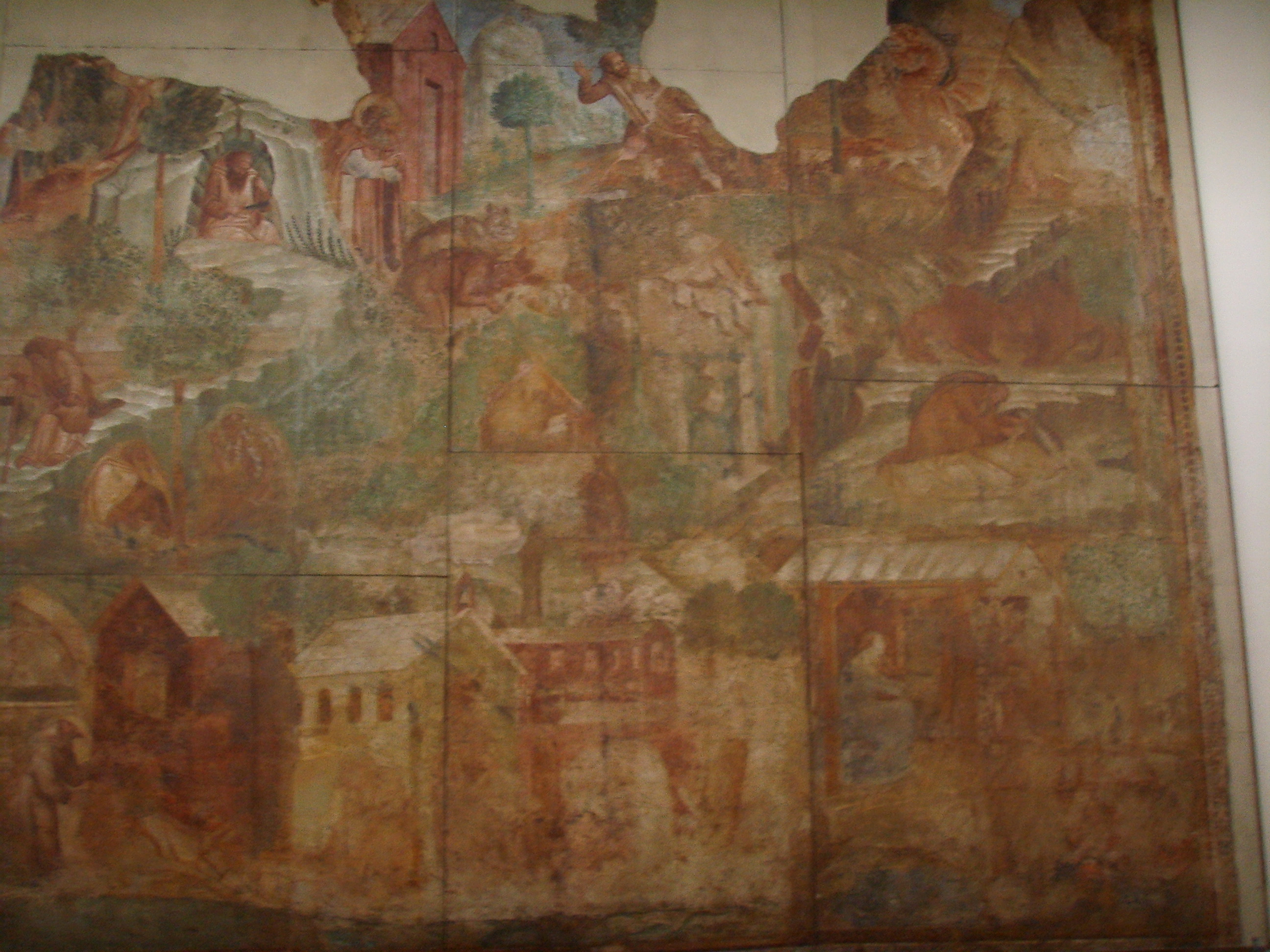
La parte destra